# Rainer Koltermann
Rainer Koltermann SJ (* 18. März 1931 in Freudenfier; † 12. Juli 2009 in Frankfurt am Main) war ein deutscher Philosoph.

## Leben
Mit seiner Familie musste er 1946 seine Heimat verlassen und hat in Lüdinghausen ein neues Zuhause gefunden. Nach dem Abitur im März 1952 trat er in das Noviziat der Gesellschaft Jesu ein. 1954 legte er in Ehringerfeld die ersten Gelübde ab. Auf das Studium der klassischen Sprachen und der Germanistik in Tisis bei Feldkirch (1954–1955) folgten die philosophischen Studien in Pullach bei München (1955–1958). Seine Liebe zur Natur gewann während des Philosophiestudiums wissenschaftliche Fundierung. Philosophische Fragen aus der Biologie wurden ihm vom damaligen Professor für Naturphilosophie Adolf Haas nahegebracht. Das Theologiestudium an der PTH Sankt Georgen folgte in den Jahren 1958 bis 1962. Am 31. Juli 1961 wurde er im Kaiserdom St. Bartholomäus zum Priester geweiht. An das Theologiestudium schloss sich ein Biologiestudium an der Goethe-Universität an, das er im Januar 1969 mit der Dissertation Lern- und Vergessensprozesse bei der Honigbiene. Aufgezeigt anhand von Duftdressuren am 28. Januar 1969 mit dem Doktorat abschloss. Im November 1974 wurde er in Würzburg habilitiert. Seit dem Wintersemester 1975/76 bis zum Wintersemester 2000/2001 dozierte er an der Philosophisch-Theologischen Hochschule Sankt Georgen Naturphilosophie. Außerdem war er seit 1976 Professor für Zoologie an der Universität Mainz. Von Januar 2000 bis 2006 betreute er die Herz-Jesu-Gemeinde in Frankfurt-Oberrad. Er pflegte den Park Sankt Georgen.

## Schriften (Auswahl)
- Grundzüge der modernen Naturphilosophie. Ein kritischer Gesamtentwurf. Knecht, Frankfurt am Main 1994, ISBN 3-7820-0687-9.
- Universum, Mensch, Gott. Styria, Graz/Wien/Köln 1997, ISBN 3-222-12490-6.
  - Martin Hořák und Pavel Klepáč (Übersetzer): Svět, člověk, B°uh. Člověk před otázkami času (= Edice Katarze. Band 5). Volvox Globator, Prag 2000, ISBN 80-7207-324-9.